# Valerian Sokolov
Valerian Sergeevič Sokolov (in russo Валериан Серге́евич Соколов?; 30 agosto 1946) è un ex pugile sovietico, di etnia ciuvascia, dal 1991 russo, che ha vinto la medaglia d'oro alle Olimpiadi Città del Messico 1968 nei pesi gallo.

## Palmarès

### Olimpiadi
- 1 medaglia:
  - 1 oro (Città del Messico 1968 nei pesi gallo)